# Sergio Dangelo
Sergio Dangelo (Milano, 19 aprile 1932 – Milano, 4 gennaio 2022) è stato un pittore e illustratore italiano.

## Biografia
Ha studiato nella città natale e all'estero (Svizzera e Francia in particolare) muovendosi fin da giovanissimo attraverso l'Europa e trasferendosi a Bruxelles, ove ha vissuto per alcuni anni, entrando in contatto con i rappresentanti delle avanguardie del periodo e in particolare con gli ambienti surrealisti e con il gruppo Cobra. Nel 1943 durante una lezione di matematica al Liceo Berchet esegue il suo primo disegno dal tratto "freddo e lirico" secondo una definizione del poeta Guido Ballo e la rapidità esecutiva da allora sarà una costante della sua espressione figurativa. 
Ha fondato, nei primi anni 50, insieme ad Enrico Baj il Movimento della Pittura Nucleare, movimento a cui aderiranno moltissimi artisti tra cui Joe Colombo, Gianni Dova, Piero Manzoni, Franco Palumbo, ed altri (data di inizio del movimento viene fatta coincidere con la mostra delle opere di Dangelo e Enrico Baj tenuta alla galleria San Fedele a Milano nel 1951 intitolata " pittura nucleare"). La pittura nucleare di Dangelo parte da una riflessione sulla modernità sempre più interessata alle ricerche dell'atomo, «la finalità è quella di ricostruire un ipotetico paesaggio nucleare attraverso la più ampia sperimentazione di materiali e tecniche». La poetica di Dangelo aderisce alle finalità del movimento e costruisce la propria arte partendo dal surrealismo e dall'automatismo del segno «Se vogliamo cogliere la valenza salvifica del lavoro di Sergio Dangelo dobbiamo tornare alla concezione di André Breton dell’automatismo psichico (…)». 
La sua arte contrapponendosi all'astrattismo e alla pittura di figura rappresenta la disgregazione della materia. Un'arte che aderisce perfettamente all'idea fondante della pittura nucleare evidenziata nel testo del manifesto: «I Nucleari vogliono abbattere tutti gli ismi di una pittura che cade inevitabilmente nell'accademismo, qualunque sia la sua genesi. Essi vogliono e possono reinventare la Pittura. Le forme si disintegrano: le nuove forme dell'uomo sono quelle dell'universo atomico. Le forze sono le cariche elettroniche. La bellezza ideale non appartiene più ad una casta di stupidi eroi, né ai robot. Ma coincide con la rappresentazione dell’uomo nucleare e del suo spazio. […]». 
Nel 1957 firmò il Manifesto "contro lo stile" insieme a Enrico Baj, Yves Klein, Arnaldo Pomodoro, Giò Pomodoro, Pierre Restany, Piero Manzoni, Paolo Pasotto, Arman e altri, nel quale si affermava il superamento dell'arte nucleare: «nel febbraio 1952 il primo manifesto nucleare affermava la nostra volontà di combattere ogni concessione ad ogni sorta di accademismo (…) Da allora abbiamo proseguito nella sperimentazione di ogni risorsa tecnica (…), alle sperimentazioni tecniche si accompagnarono per vicendevoli suggestioni nuovi linguaggi. Dagli spazi immaginari e "stati della materia" del 1951 (Baj e Dangelo) alle "prefigurazioni" del 1953 (Baj, Dangelo, Colombo, Mariani), alle "nuove flore" del 1956 (Dangelo). Ma oggi ogni invenzione rischia di diventare oggetto di ripetizioni stereotipe a puro carattere mercantile (…). Noi affermiamo l'irripetibilità dell'opera d'arte (…)».
Successivamente a partire dagli anni sessanta matura un interesse verso la cultura orientale che trova espressione nelle rappresentazioni di ideogrammi e grafie nei dipinti costituiti da tessiture sottili e raffinate influenzate dalle bianche calligrafie di Tobey. Tra le sue opere da segnalare inoltre gli "hand-mades", che si presentano come assemblaggi di oggetti fissati a piani di fondo o liberi nello spazio, realizzati in contrasto coi "ready-mades" di Duchamp perché l'accento è posto sulla manipolazione dell'oggetto più che sul reperto in se stesso.
Ad Albissola Marina, luogo d'incontro di artisti di fama internazionale, in una caratteristica piazzetta del centro storico, nel 1991 fonda insieme a Carla Bordoni (sua moglie), Paola Grappiolo e Daniela Di Marco, il Centro Artistico e Culturale Bludiprussia che si occupa di promuovere la cultura e l'arte, attraverso mostre ed eventi. Qui sono stati invitati ad esporre artisti di notevole importanza: Arnaldo Pomodoro, Hsiao Chin, Giancarlo Sangregorio, Milena Milani, Aurelio Caminati ed ha tenuto tre mostre personali di Sergio Dangelo: nel 1991 "Altri giardini Altare e Samurai Radi Rami Tanya", 1996 "Primavere rosa mojave", 2005 "Eldielanit", 2009 "Il mare e le radici".
È anche tra i fondatori, con Orazio Bacci, del "Il nuovo costruttivismo Manifesto" a Milano nel luglio 1998. Un nuovo movimento artistico nel cui manifesto si legge: «L'arte è al punto del "non ritorno"(…) Viviamo tempi difficili; la massa si riflette nell'oro (…) Arte come progetto di vita (…)» Il movimento ha prodotto 5 mostre tra il 2002 e il 2007 tenute a Milano negli spazi della storica Libreria Bocca, accompagnate ciascuna da un catalogo edito dalla libreria, alle quali hanno partecipato complessivamente 80 artisti.
Di Sergio Dangelo si può dire che la sua pittura è stata nel tempo costantemente dominata dal segno e dalla scomposizione dell'immagine, dalla sua adesione alla pittura nucleare la sua arte si è sviluppata costantemente nella ricerca di un nuovo linguaggio fatto di segni evocativi rappresentati con piena libertà sulla tavolozza pittorica. Una definizione calzante della sua arte la da lo stesso Dangelo che scrive di sé: «Sono acrobatico, ogni giornata della mia vita è un mio periodo artistico.» 
All'interno del suo impegno come artista ha partecipato alla realizzazione di riviste internazionali d'avanguardia, fra cui Phases, fondata nel 1954 da Édouard Jaguer, di cui è stato corrispondente per l'Italia. Nell'ambito della collaborazione con Phases, fonda con Enrico Baj la rivista Il Gesto, organo del Movimento Nucleare, pubblicata fra il 1955 e il 1959, alla redazione della rivista parteciparono moltissime personalità del periodo come Piero Manzoni, Pierre Restany, Édouard Jaguer, Lucio Fontana. 
Si è cimentato anche nella ceramica e nell'ideazione di oreficeria d'arte. Nel 1954 pensa e progetta con Asger Jorn e Enrico Baj gli Incontri Internazionali della Ceramica ad Albisola, organizzati dalla manifattura Mazzotti, incontri a cui parteciparono diversi membri del gruppo Gruppo CO.BR.A. come Karel Appel, Corneille e lo stesso Jorn, unitamente ad altri artisti come Sebastian Matta, Lucio Fontana ed Emilio Scanavino. Alcune opere in ceramica dei citati artisti saranno poi esposte lo stesso anno alla X Triennale di Milano.
Si è dedicato altresì all'illustrazione di volumi, disegnando cartoni per legature artistiche, tra cui "Il Classico dei Tre Caratteri" realizzato dal parigino Alain Devauchelle per la Libreria Bocca di Milano e pubblicando testi lui stesso.

## Mostre
Dopo la mostra presso la Galleria San Fedele di Milano è stato protagonista di moltissime mostre e si conoscono circa 134 pubblicazioni che lo riguardano. Tra le personali si ricordano la mostra a Palazzo Reale (Milano) nel 1972, la mostra Dangelo. Come in un bosco. Antologia - Dipinti e oggetti 1956-1993 al Museo arte Gallarate del 1995, nel 2005 la mostra all'oratorio madonna delle grazie a Vernasca dal titolo "Sergio Dangelo - Pittore estatico", nel 2007 la mostra presso la Galleria alla Civica Ezio Mariani di Seregno dal titolo "Sergio Dangelo - Altrove e colti al volo", nel 2013 la mostra tenuta presso la fiera d'arte moderna e contemporanea di Cremona della collezione di opere di Dangelo storiche del "MIM - Museum in Motion - del Castello di San Pietro" dal titolo "Dangelo:ventitre finestre (dalle cose "proposte nel ventesimo secolo" importanti)", la mostra del 2016 presso lo Spazio per le Arti contemporanee del Broletto Piazza della Vittoria a Pavia intitolata "Sergio Dangelo Les Rendez-Vous", diverse presso il Centro Artistico e Culturale Bludiprussia ad Albisola Marina "Primavere rosa mojave" nel 1996, "Eldielanit" nel 2005, "Il mare e le radici" nel 2009 centro che contribuisce a fondare nel 1991 con Carla Bordoni, Paola Grappiolo e Daniela Di Marco.
Tra le collettive si ricordano le sue partecipazioni alla Biennale di San Paolo, a quella di Parigi, alla Triennale di Milano, nel 1986 alla XI Quadriennale di Roma, alla edizioni veneziane del 1958, 1964, 1966, 1972, 1980, 1986, con sala personale nel 1966. Nel 1980 la rassegna "Arte Nucleare" a cura di Giovanni Anzani presso il centro San Fedele di Milano, nel 1998 la mostra "Il Movimento Nucleare" organizzata dal gruppo bancario credito valtellinese con la curatela di Martina Corgnati e con il patrocinio dell'assessorato del comune di Sondrio a Palazzo Sertoli, la mostra tenuta nel 2005-2006 alla Galleria nazionale d'arte moderna e contemporanea di Roma sulle opere di proprietà del Museo dal titolo Surrealisti italiani attraverso le collezioni della Galleria Nazionale d'Arte Moderna, la mostra del 2014 promossa dalla Società per le Belle Arti ed Esposizione Permanente dal titolo "Nati nei ’30. Milano e la generazione di Piero Manzoni".

## Musei e collezioni di rilevanza pubblica
Galleria nazionale d'arte moderna e contemporanea di Roma; Israel Museum di Gerusalemme e Tel Aviv; MAGA Museo arte Gallarate "Silvio Zanella"; Collezione del Comune di Seregno (già collezione Luca Crippa); Casa-museo Boschi Di Stefano di Milano (quattro opere esposte nelle sale dedicate ai nucleari spazialisti); Museum of Contemporary Art di Sydney; Johnson Museum of Arts di Ithaca (New York); Muzeum Sztuki di Łódź (Polonia); Kunstmuseum Oostende (Belgio); Artothèque de Wolubilis di Woluwe Saint Lambert (Belgio); Museo d'arte contemporanea (Lissone); Museo Giuseppe Mazzotti di Albisola; Collezione Hotel Garden di Albissola Marina; Galleria d'arte moderna Aroldo Bonzagni di Cento; il MiM-Museum in Motion - del Castello di San Pietro in provincia di Piacenza (sala personale con numerose opere esposte); MAGI '900 - Museo delle eccellenze artistiche e storiche di Pieve di Cento; Galleria Civica di Modena; Società per le Belle Arti ed Esposizione Permanente di Milano; Gallerie d'Italia di Milano (Collezione Intesa Sanpaolo); National Gallery of Arts di Washington D.C.; Fondazione Calderara di Vacciago Ameno; Museo Diffuso di Albisola; Museo a cielo aperto della ceramica di Denice; Museo Civico di Pizzighettone; Museo Epicentro di Gala di Barcellona; Museo d'Arte Contemporanea all'aperto di Maglione; Casa museo Remo Brindisi di Comacchio e altri.